# Вінд-Геп (Пенсільванія)
Вінд-Геп (англ. Wind Gap) — місто (англ. borough) в США, в окрузі Нортгемптон штату Пенсільванія. Населення — 2820 осіб (2020).

## Географія
Вінд-Геп розташований за координатами 40°50′57″ пн. ш. 75°17′28″ зх. д. / 40.84917° пн. ш. 75.29111° зх. д. (40.849033, -75.291018).  За даними Бюро перепису населення США в 2010 році місто мало площу 3,54 км², з яких 3,46 км² — суходіл та 0,08 км² — водойми.

## Демографія
Згідно з переписом 2010 року, у селищі мешкало 2720 осіб у 1230 домогосподарствах у складі 706 родин. Густота населення становила 769 осіб/км².  Було 1313 помешкання (371/км²).
Расовий склад населення:
| - 95,7 % — білих - 1,0 % — чорних або афроамериканців - 0,6 % — азіатів - 0,1 % — корінних американців - 1,1 % — осіб інших рас |

До двох чи більше рас належало 1,4 %. Частка іспаномовних становила 3,2 % від усіх жителів.
За віковим діапазоном населення розподілялося таким чином: 19,9 % — особи молодші 18 років, 61,2 % — особи у віці 18—64 років, 18,9 % — особи у віці 65 років та старші. Медіана віку мешканця становила 42,7 року. На 100 осіб жіночої статі у селищі припадало 93,2 чоловіків;  на 100 жінок у віці від 18 років та старших — 89,4 чоловіків також старших 18 років.
Середній дохід на одне домашнє господарство  становив 51 364 долари США (медіана — 38 628), а середній дохід на одну сім'ю — 72 492 долари (медіана — 70 368). Медіана доходів становила 43 190 доларів для чоловіків та 29 837 доларів для жінок. За межею бідності перебувало 9,6 % осіб, у тому числі 14,9 % дітей у віці до 18 років та 2,8 % осіб у віці 65 років та старших.
Цивільне працевлаштоване населення становило 1305 осіб. Основні галузі зайнятості: виробництво — 22,2 %, освіта, охорона здоров'я та соціальна допомога — 21,2 %, роздрібна торгівля — 14,1 %, науковці, спеціалісти, менеджери — 9,0 %.